# دشته (همدان)
دشته (همدان)، روستایی از توابع بخش شرا شهرستان همدان در استان همدان ایران است.

## جمعیت
این روستا در دهستان جیحون دشت قرار دارد و براساس سرشماری مرکز آمار ایران در سال ۱۳۸۵، جمعیت آن ۱٬۴۵۶ نفر (۳۱۷خانوار) بوده‌است.